# Дафні Кін
Дафні Марія Кін Фернандес (ісп. Dafne Keen Fernández) — британо-іспанська актриса. Відома ролями Ани «Ані» Крус Олівер у телесеріалі «Біженці», мутантки X-23 у фільмі «Лоґан» та Ліри в телесеріалі «Темні матерії».

## Біографія

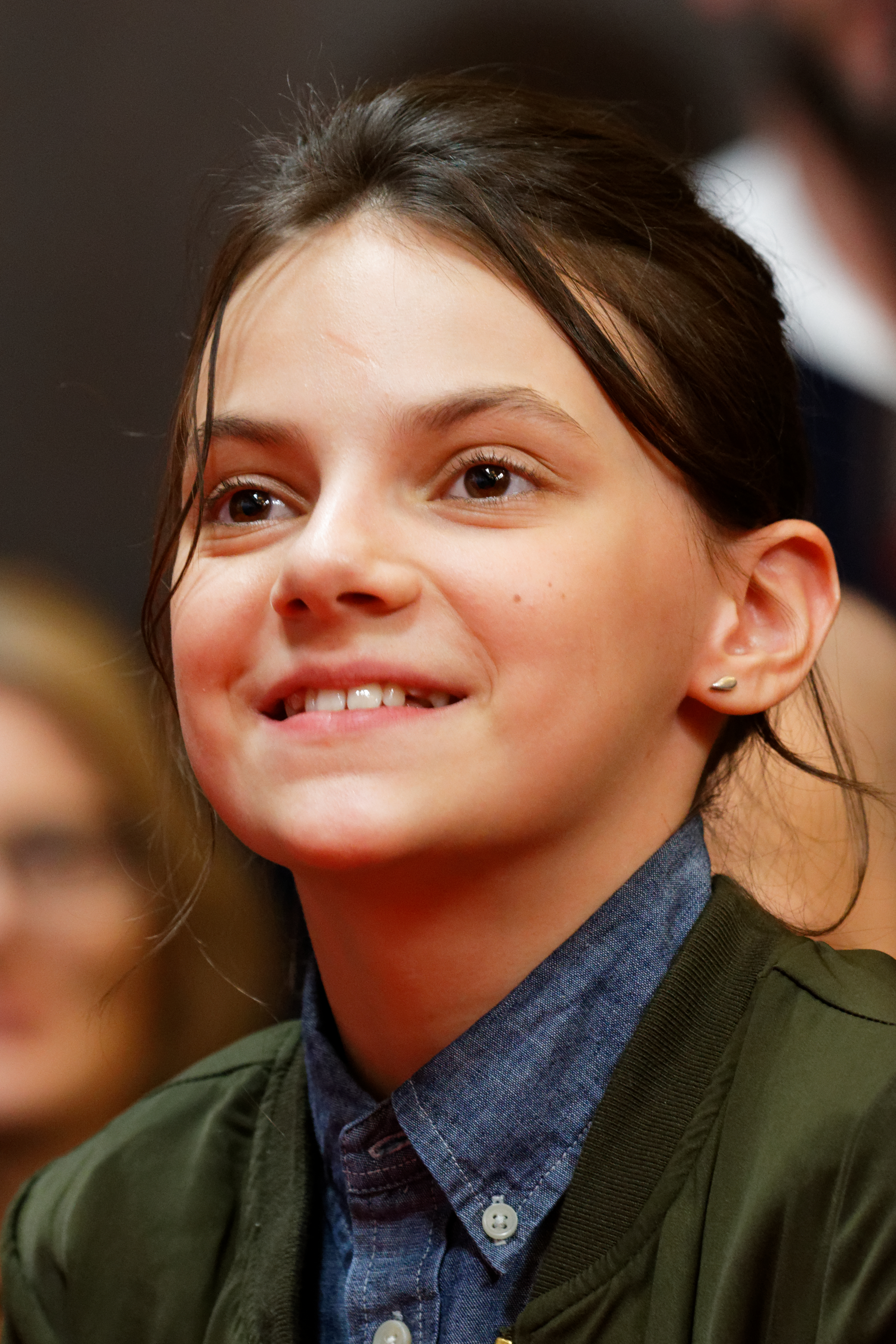
Кін на Берлінському кінофестивалі 2017 року

Кін народилася в Мадриді. Вона — дочка британського актора Вілла Кіна та галісійської актриси, режисерки театру та письменниці Марії Фернандес Аше.
Кін дебютувала у 2014 році разом з батьком у телесеріалі Біженці, де зіграла Ану «Ані» Крус Олівер.

## Фільмографія

### Фільми
| Рік  | Українська назва  | Оригінальна назва    | Роль        |
| ---- | ----------------- | -------------------- | ----------- |
| 2017 | Лоґан             | Logan                | Лора / X-23 |
| 2020 | Ана               | Ana                  | Ана         |
| 2024 | Дедпул і Росомаха | Deadpool & Wolverine | Лора / X-23 |

### Телесеріали
| Рік       | Українська назва | Оригінальна назва  | Роль                        | Примітки     |
| --------- | ---------------- | ------------------ | --------------------------- | ------------ |
| 2014–2015 | Біженці          | The Refugees       | Ана «Ані» Крус Олівер       | 7 епізодів   |
| 2019–2022 | Темні матерії    | His Dark Materials | Ліра Белакква / Красномовна | Головна роль |
| 2024      | Аколіт           | The Acolyte        | Джекі Лон                   | 8 епізодів   |

## Нагороди та номінації
| Рік  | Робота | Нагорода                          | Категорія                                       | Результат | Ref.   |
| ---- | ------ | --------------------------------- | ----------------------------------------------- | --------- | ------ |
| 2017 | Лоґан  | MTV Movie & TV Awards             | Кращий дует (спільно з Г'ю Джекманом)           | Перемога  | [ 10 ] |
| 2017 | Лоґан  | Асоціація кінокритиків Чикаго     | Найперспективніший виконавець                   | Номінація | [ 11 ] |
| 2017 | Лоґан  | Спільнота кінокритиків Дубліну    | Прорив року                                     | Номінація | [ 12 ] |
| 2017 | Лоґан  | Асоціація кінокритиків Вашингтону | Найкращий молодий актор або акторка             | Номінація | [ 13 ] |
| 2017 | Лоґан  | Спільнота кінокритиків Сіетлу     | Найкращий молодий актор або акторка             | Номінація | [ 14 ] |
| 2018 | Лоґан  | Товариство кінокритиків Г'юстона  | Краща жіноча роль другого плану                 | Номінація | [ 15 ] |
| 2018 | Лоґан  | Кінопремія «Вибір критиків»       | Найкращий молодий актор або акторка             | Номінація | [ 16 ] |
| 2018 | Лоґан  | Спільнота кінокритиків Лондону    | Молодий британський/ірландський виконавець року | Номінація | [ 17 ] |
| 2018 | Лоґан  | Імперія                           | Найкраща нова акторка                           | Перемога  | [ 18 ] |
| 2018 | Лоґан  | Сатурн                            | Найкращий молодий актор або акторка             | Номінація | [ 19 ] |